# محوطه میدان بزرگ
محوطه میدان بزرگ مربوط به سده‌های میانه دوران‌های تاریخی پس از اسلام است و در شهرستان پل‌دختر، بخش مرکزی، دهستان جایدر، شمال روستای میدان بزرگ واقع شده و این اثر در تاریخ ۲۸ اسفند ۱۳۸۵ با شمارهٔ ثبت ۱۸۴۷۷ به‌عنوان یکی از آثار ملی ایران به ثبت رسیده است.